# Мэй, Эдвард Харрисон
Эдвард Харрисон Мэй Младший (англ. Edward Harrison May, 1824, Кройдон, Великобритания — 17 мая 1887, Париж, Франция) — англо-американский художник, который провел большую часть своей карьеры в Париже.

## Биография
Сын священнослужителя голландской реформатской церкви, был привезён родителями в Америку в 1834 году, когда его отец принял духовную должность в Нью-Йорке. После получения образования в области гражданского строительства, Мэй обратился к изобразительному искусству, изучая некоторое время живопись у Даниэля Хантингтона.
Впервые выставил свои работы в National Academy of Design в 1844 году. Совместно с Джозефом Кайлом и другими художниками он создал панораму, представляющую «Путешествие Пилигрима в Небесную Страну» Джона Буньяна, которая впервые была выставлена в 1848 году. Панорама не сохранилась. Копия панорамы «Путешествие Пилигрима в Небесную Страну» находится в настоящее время в музее в Сако, штат Мэн. Совместная работа имела хорошую прессу, что привело к появлению большого числа заказов.
В 1851 году художник уже имел достаточные средства, чтобы переехать на постоянное жительство в Париж. В Париже он поступил в мастерскую художника-академиста Тома Кутюра для дальнейшего изучения живописи.
Эдвард Харрисон Мэй выставлял свои работы в Парижском салоне с 1855 по 1885 год; получил премию Академии изящных искусств в 1855 году, одним из первых американцев. В 1878 году он был избран членом National Academy of Design в Нью-Йорке, хотя так и не оформил своё вступление официально. Он считался одним из лидеров американского художественного сообщества в Париже.
Во время франко-прусской войны мая служил капитаном в American Ambulance — временном военном госпитале, укомплектованном добровольцами из американской диаспоры в Париже. Получил медаль за заслуги во время войны.

## Творчество
Мэй создавал исторические и жанровые картины, а также портреты. Среди наиболее известных работ художника: «Портрет художника-пейзажиста Фредерика Эдвина Чёрча» (National Academy of Design), «Леди Хау ставит мат Бенджамину Франклину» (1867, Yale University, Franklin Collection), «Портрет писательницы Эдит Уортон в детстве» (1870, Национальная портретная галерея, Вашингтон). Художник Джордж Генри Боутон учился у Эдварда Харрисона Мэя. В настоящее время большинство картин художника хранятся в музеях США.

## Интересные факты
Сестра художника — Каролина (около 1820—1895) была известным в своё время поэтом и литературным критиком.

## Галерея

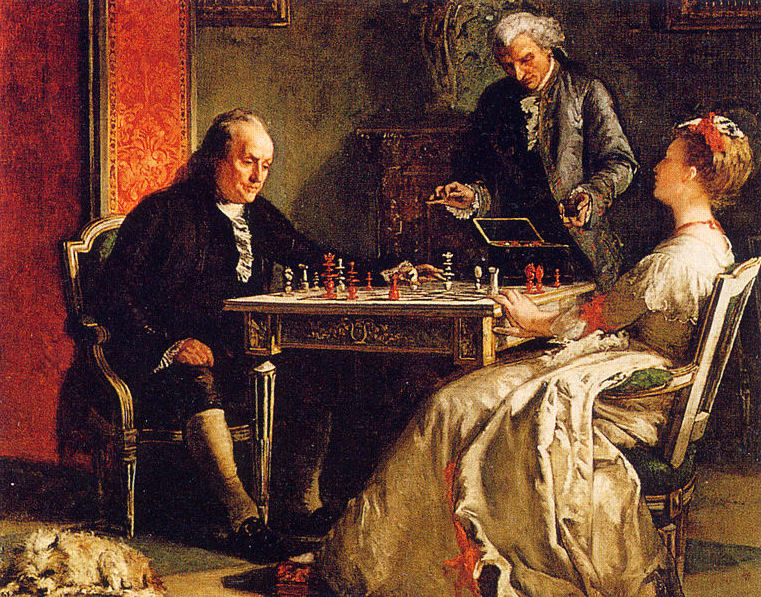
Леди Хау ставит мат Бенджамину Франклину, 1867
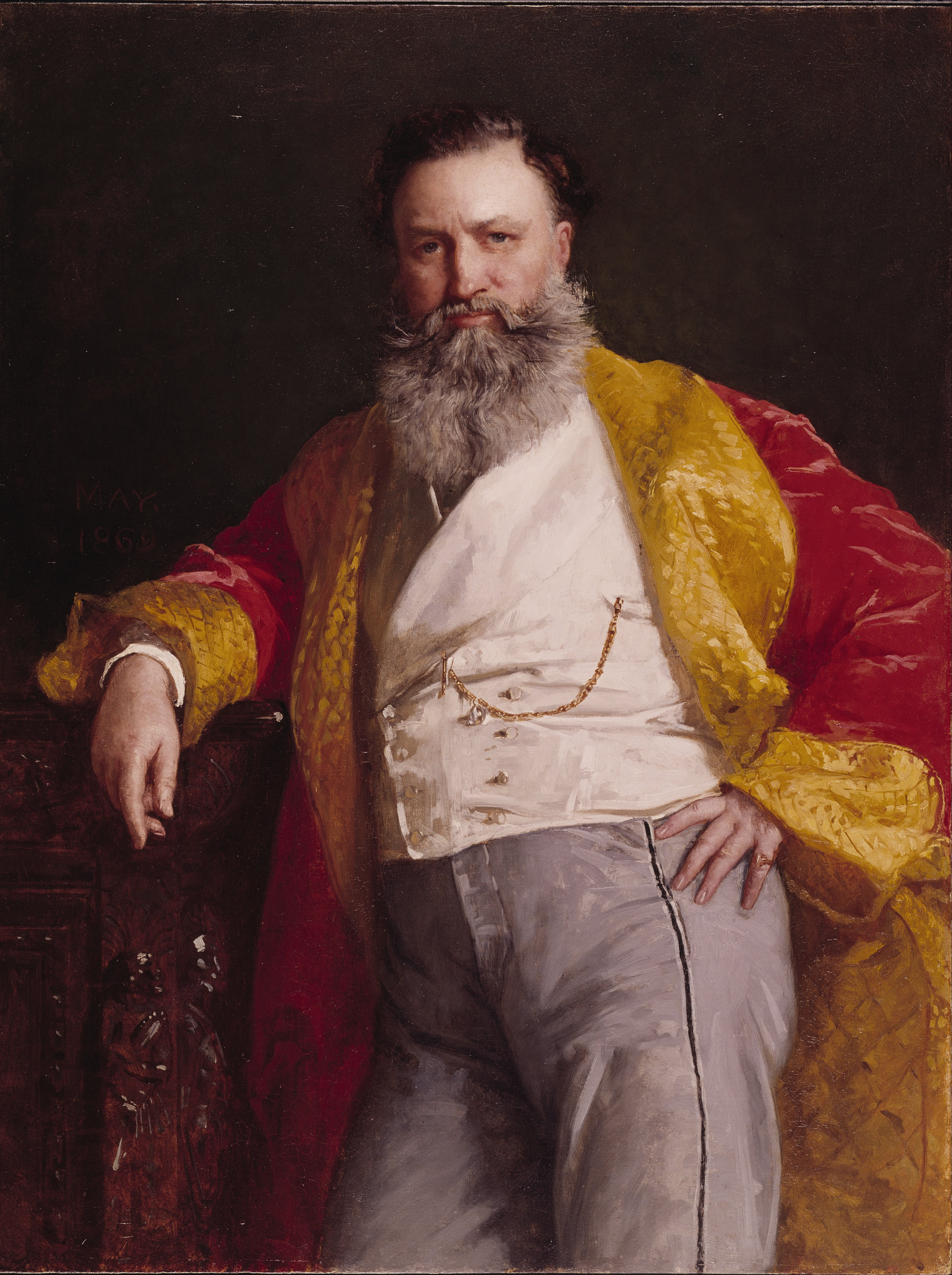
Портрет Айзека Зингера, 1869
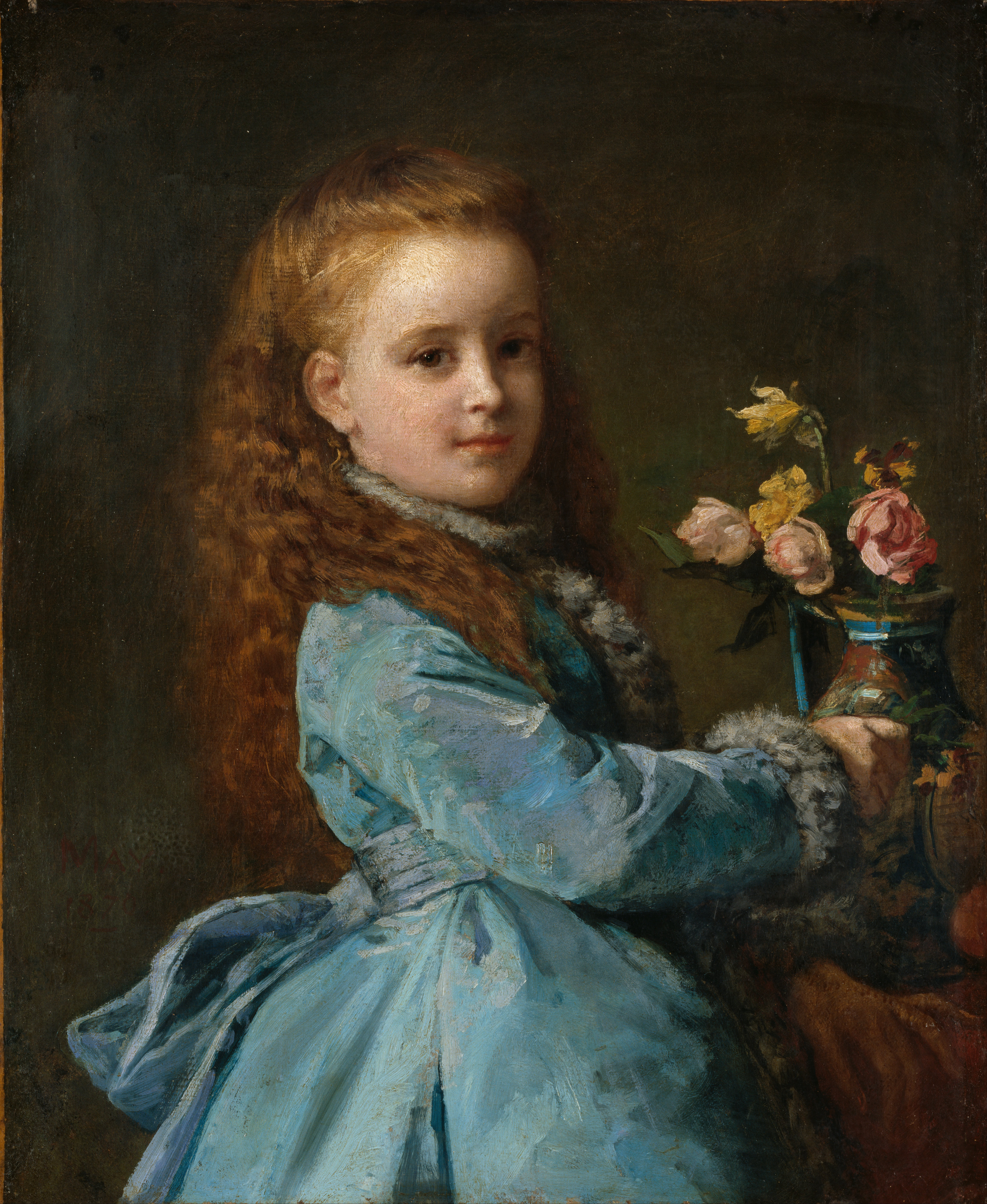
Портрет писательницы Эдит Уортон в детстве, 1870
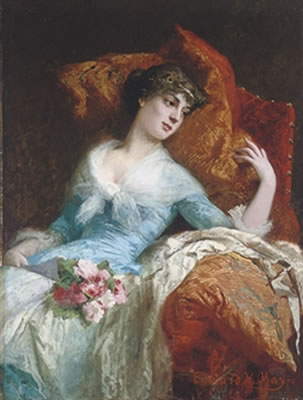
Мечтающая, 1876
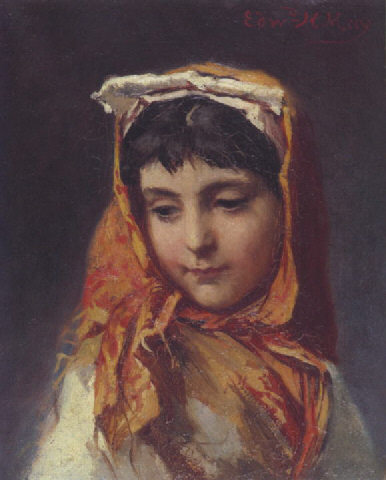
Портрет девушки, 1876